# Нерозлучник червоноголовий
Нерозлучник червоноголовий (Agapornis lilianae) — вид папугоподібних птахів родини Psittaculidae. Поширений в Африці.

## Назва
Видовий епітет lilianae вшановує Ліліану Елізабет Латлі Склейтер — єдину сестру Бертрама Латлі Склейтера (їхнім батьком був Філіп Латлі Склейтер), який брав участь в експедиції Джонстона до Малаві.

## Поширення
Вид поширений вздовж долини річки Замбезі в Мозамбіку та Зімбабве, на північ вздовж річки Луангва до Замбії та південної Танзанії, а також уздовж річки Шире у Малаві, де він зустрічається по всій території національного парку Лівонде.
Вид має сильну асоціацію з мопане (Colophospermum mopane) на півдні свого ареалу, але також населяє смуги акацій в алювіальних та прибережних лісах і часто зустрічається на фігових деревах на півночі свого ареалу. У національному парку Лівонде він зустрічається в різноманітних місцях існування, але замість мопанових лісів він найбільше пов'язаний із вологими луками.

## Опис
Це дуже маленькі нерозлучники, всього приблизно 12-13 см завдовжки і вагою 28-37 г. Голова і шия лососево-рожеві. Це забарвлення переходить до жовтого на грудях. Шия також жовта, і цей колір змінюється на зелений до спини. Пір'я хвоста також зелені, але з чорними пір'ям з боків. Очі темно-червонувато-коричневі, а дзьоб яскраво-червоний. Самці і самиці однакові за кольором оперення. У молодих птахів голова менш червона.

## Спосіб життя
Харчується насінням трав, зокрема Hyparrhenia, просом і диким рисом Oryza perennis, але також споживає квіти, насіння та плоди інших видів. Розмноження відбувається з січня по березень і в червні і липні в Замбії, причому кладка, в січні і лютому в Малаві, а молодняк спостерігався в квітні в Зімбабве. Гніздо — це споруда, покрита дахом, у щілинах дерев мопане. У неволі розмір кладки становить від трьох до восьми яєць з періодом інкубації близько 22 днів і періодом оперення 44 дні.